# ACD Systems
Înființată în 1989, ACD Systems Ltd. are sediul în Victoria, Canada și are aproximativ 150 de angajați. Este o companie software cunoscută în special pentru familia de produse ACD , produsele de top fiind ACDSee și ACD Canvas. ACDSee a fost decodorul/vizualizatorul principal al primului navigator web, Mosaic, pentru fișierele JPEG, și este pentru moment unul din liderii de pe piața software de vizualizare și modificare a imaginilor. În 2003 și-a diversificat activitatea și a achiziționat Linmor Technologies Inc. și Deneba Solutions Inc. La sfîrșitul anului fiscal 2005 compania a înregistrat profituri în valoare de 23.871.000 $.